# Saulos Chilima
Saulos Klaus Chilima (Ntcheu; 12 de fevereiro de 1973 – Reserva Florestal Chikangawa, 10 de junho de 2024) foi um economista e político malauiano. Ocupou a vice-presidência do Malawi de 3 de fevereiro de 2020 até a data de sua morte, em 10 de junho de 2024, Chilima também exerceu o cargo de Ministro do Planejamento Econômico e Desenvolvimento.

## Vida pessoal
Católico, Chilima era casado com Mary e possuía dois filhos, Sean e Elizabeth.

## Carreira
Chilima assumiu o cargo em 28 de junho de 2020, conquistando a maioria ao lado do candidato presidencial Lázaro Chakwera. Chilima também atuou como Ministro do Planejamento e Desenvolvimento Econômico, bem como Chefe de Reformas do Setor Público, cargo que também ocupou anteriormente sob a administração do ex-presidente Peter Mutharika. Antes de ingressar na política, Chilima ocupou posições-chave de liderança em várias empresas multinacionais, incluindo Unilever, Coca-Cola e Airtel Malawi, onde se tornou CEO.

## Morte
Em 10 de junho de 2024, um avião que transportava Chilima e outros nove passageiros caiu na Reserva Florestal de Chikangawa, no distrito de Mzimba, quando decolou da capital do Malawi, Lilongwe, e não pousou em seu destino planejado do aeroporto de Mzuzu. O avião não pôde pousar no aeroporto devido à má visibilidade e foi ordenado a retornar a Lilongwe antes do acidente. Em 11 de junho de 2024, Chilima e os outros passageiros foram dados como mortos depois que os destroços do avião foram encontrados.